# Грлич-Радман, Гордан
Гордан Грлич-Радман (хорв. Gordan Grlić-Radman; род. 6 июня 1958, Присойе (Билеча), Босния и Герцеговина) — хорватский политик, министр иностранных и европейских дел (с 2019).

## Биография
Родился 6 июня 1958 года в Присое. Учился в гимназии в Загребе до 1977 года, а в 1982 году получил степень бакалавра в Загребском университете на факультете сельского хозяйства. В 1991 году окончил двухгодичный курс обучения в швейцарской школе менеджмента «Institut für Kaderschule». 
В 2002 году получил степень бакалавра в области международных отношений на факультете политологии Загребского университета, где в 2007 году защитил докторскую диссертацию.

## Карьера
В 1992 году участвовал в создании дипломатических и консульских представительств независимой Хорватии в Швейцарии. Затем Грлич-Радман работал в посольствах Хорватии в Болгарии и Венгрии. С 1997 по 2012 год он работал в Министерстве иностранных дел Хорватии в качестве главы Центрально-европейского департамента и секретаря Дунайской комиссии.
В 2012 году Грлич-Радман был назначен Давором Иво Штиром послом в Венгрии, а в октябре 2017 года — в Германии.
19 июля 2019 года Грлич-Радман был назначен на пост министра иностранных и европейских дел в правительстве Андрея Пленковича. 
2 ноября 2023 года Грлич-Радман попытался поцеловать министра иностранных дел Германии Анналену Бербок на встрече министров Европейского союза в Берлине, за что подвергся резкой критике со стороны хорватских СМИ.